# Волков, Евгений Александрович
Евгений Александрович Волков (17 февраля 1932, Ленинград — неизвестно) — советский хоккеист и тренер. Мастер спорта СССР (1956).

## Биография
Родился 17 февраля 1932 года.
С 13-летнего возраста занимался хоккеем с шайбой в «Динамо» (Ленинград). В 1946 году перешёл в «Трудовые резервы» и играл вплоть до 1949 года, в этом клубе также выступал в соревнованиях по хоккею с мячом. В 1949 году играл за ХК «Большевик» (Ленинград), затем снова за ленинградское «Динамо».
В 1951 году был впервые принят в состав ХК СКА (Ленинград) (тогда команда называлась ЛДО, ОДО). В 1952 году перешёл в ЦДКА, но участвовал только в межсезонных сборах. В том же году вернулся в ленинградский СКА, где играл до 1964 года, после чего завершил хоккейную карьеру. В качестве хоккеиста в первое время был крайним нападающим, затем переведён на позицию защитника. Провёл свыше 400 матчей и забросил 75 шайб. Составлял ведущую пару защитников СКА с Анатолием Жоголем. Был капитаном СКА.
Выступал за сборную СССР, участвовал в международных турнирах (1952) и товарищеских матчах против сборной Польши (1954).
В 1968 году перешёл на тренерскую работу. Возглавлял куйбышевский СКА в первой лиге. Затем работал в тренерском штабе ленинградского СКА ассистентом Николая Пучкова и Вениамина Александрова, а в конце сезона 1973/74 исполнял обязанности старшего тренера.